# 雅副南鰍
雅副南鰍（學名：Paraschistura lepidocaulis），為輻鰭魚綱鯉形目條鰍科副南鰍屬的其中一種。被IUCN列為易危保育類動物，分布於亞洲巴基斯坦淡水流域，棲息在河川底中層水域，生活習性不明。

## 扩展阅读
維基物種上的相關：雅副南鰍